# Pinacoteca cantonale Giovanni Züst
La Pinacoteca cantonale Giovanni Züst è un museo d'arte situato a Rancate, quartiere di Mendrisio nel Canton Ticino, Svizzera. La pinacoteca è stata aperta nel 1967 e nasce su desiderio dell'imprenditore Giovanni Züst (Basilea 1887 - Rancate 1976).

## Storia
La pinacoteca nasce dalla collezione di Giovanni Züst (Basilea 1887 – Rancate 1976), che decide di donare la sua collezione al Cantone Ticino nel 1966. Il collezionista lega così il suo nome al piccolo borgo di Rancate nel Mendrisiotto che per anni lo aveva ospitato. Trapiantato nel Canton Ticino per lavoro – sua la ditta di trasporti Züst&Bachmeier di Chiasso – aveva adibito a museo privato la sua  villa costruita nell’Ottocento in stile russo dagli architetti Botta, già attivi alla corte degli zar.
(Giovanni Züst)
Primo, prezioso strumento per orientarsi nella collezione fu il catalogo redatto dallo storico Giuseppe Martinola.
Alla metà degli anni Ottanta, il Consiglio di Stato nominò una Commissione di sorveglianza di cui facevano parte Carlo Bianchi, Renzo Calderari e Jean Soldini. Claudio Generali, direttore del Dipartimento delle finanze e dell’economia sotto la cui responsabilità era originariamente posta la Pinacoteca, accolse l’idea di dare un nuovo impulso a questa istituzione. Tra il 1985 e il 1990, si rese necessario uno strumento d’identificazione e di documentazione, base per utilizzi ulteriori, interni ed esterni, dei dati relativi agli oggetti. J. Soldini condusse l’inventario di quadri e disegni, accompagnato dal controllo dello stato di conservazione delle opere e dai restauri più urgenti sotto la vigilanza del Museo Cantonale d’Arte. Pubblicato il catalogo generale, mise a punto il concetto guida per le future mostre temporanee, come pure la nuova presentazione delle opere del museo collaborando con l’architetto Claudio Cavadini che restaurò lo stabile e lo adeguò alle nuove esigenze. I lavori si conclusero nel 1990 con la riapertura della Pinacoteca diretta, da quel momento, da Mariangela Agliati Ruggia.

## Edificio
La pinacoteca è inizialmente collocata nella Villa Züst, residenza di Giovanni Züst; un edificio eclettico costruito da Valente Botta nell'Ottocento. 
Nel 1967 la pinacoteca è collocata negli spazi  della ex casa parrocchiale, rinnovata e ampliata dall’architetto Tita Carloni. Nel 1989-90 l'edificio viene nuovamente rinnovato dall'architetto Claudio Cavadini con la creazione di due spazi dedicati alla collezione permanente (nei locali dell'ex casa parrocchiale) e alle mostre temporanee (nell'edificio aggiunto nel 1966 con la "sala delle capriate" che si trova al secondo piano).

## Patrimonio

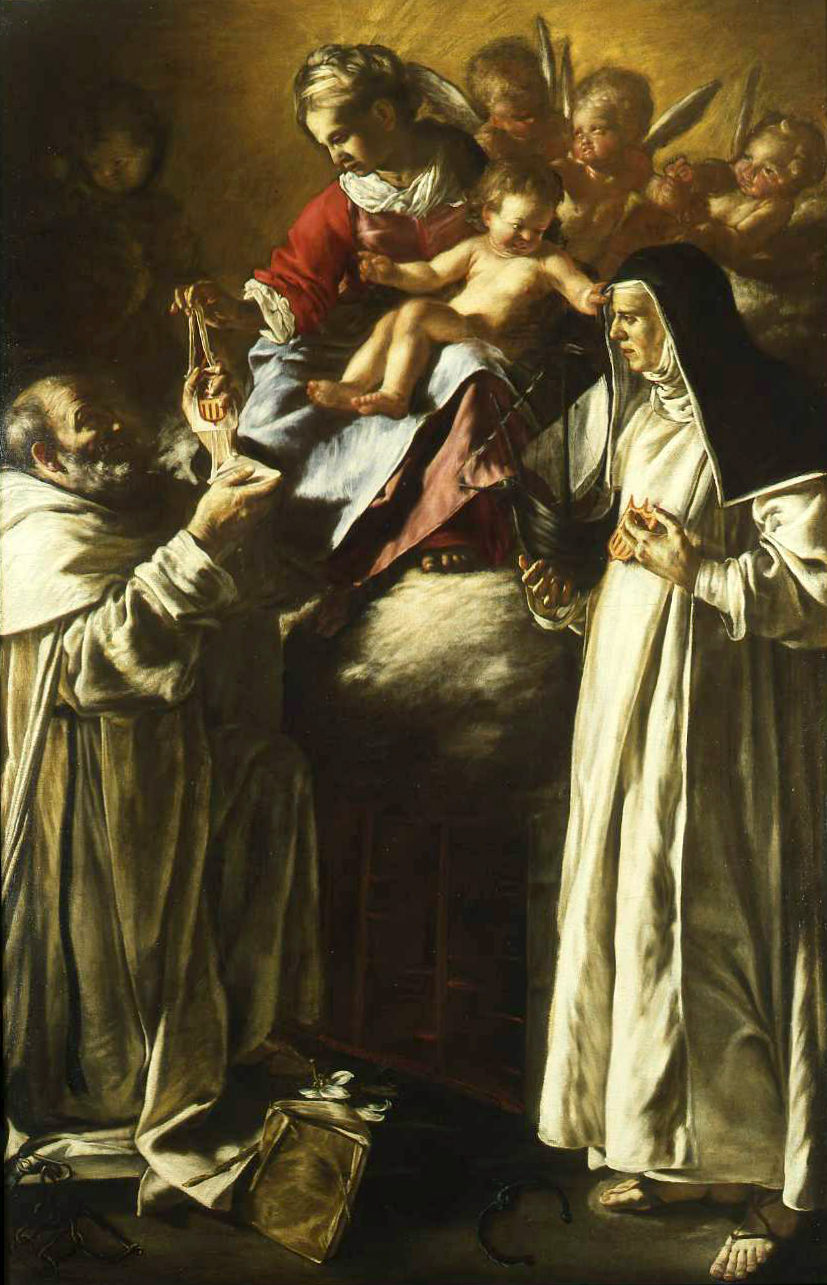
Giovanni Serodine, Pala dei Mercedari

Fanno parte della collezione i dipinti dei principali artisti di area lombarda e ticinese dal XVII al XIX secolo, tra i quali Giovanni Serodine, Giuseppe Antonio Petrini, Antonio Rinaldi, Luigi Rossi, Adolfo Feragutti Visconti, Gioachimo Galbusera.
Oltre che dai dipinti, dal XVII al XX secolo, donati allo Stato nel 1966, le collezioni di Giovanni Züst sono composte da argenti antichi, lasciati all’Historisches Museum di San Gallo (1969), e oggetti d’arte etrusca e greca, che costituirono il primo nucleo dell’Antikenmuseum di Basilea (1959).
Züst cominciò con il collezionare quadri di Antonio Rinaldi (1816-1875), pittore nativo di Tremona, a pochi passi da Rancate, che con quasi cento dipinti e oltre duecento disegni rappresenta ancora oggi l’anima più locale della Pinacoteca. Rinaldi condivide con gli altri artisti dell’Ottocento ticinese, ben rappresentati in collezione – Luigi Rossi, Adolfo Feragutti Visconti, Pietro Anastasio, Ernesto Fontana, Gioachimo Galbusera, solo per citarne alcuni – la frequentazione dell'Accademia di Brera a Milano, vera fucina di talenti e fecondo crogiolo che stimolava i confronti culturali tra giovani provenienti da aree distanti. Al contrario di pittori come Rossi e Feragutti Visconti, che trovarono fama internazionale, Rinaldi, nonostante la buona qualità del proprio lavoro, rimase relegato nel Mendrisiotto, ritraendo la borghesia locale, affrescando chiese o realizzando gustose scene di genere. Sebbene il secolo maggiormente rappresentato sia il XIX, la Pinacoteca è anche il museo pubblico che possiede il nucleo più cospicuo di opere – tutte di ottimo livello – di Giuseppe Antonio Petrini di Carona (1677-1758/1759), protagonista del Settecento ticinese e lombardo.
Il vertice della raccolta è tuttavia costituito dal terzetto di capolavori caravaggeschi dell'asconese di Giovanni Serodine (1594/1600-1630), per Roberto Longhi "non soltanto il più forte pittore del Canton Ticino, ma uno dei maggiori di tutto il Seicento italiano": il San Pietro in meditazione, la Vergine dei Mercedari e il Ritratto di giovane disegnatore. Nonostante il breve arco di attività – Wilhelm Suida lo definì «una luminosa meteora improvvisamente apparsa e troppo presto spentasi» – e lo scarso numero di tele autografe conosciute – meno di venti –, l’opera di Serodine si pone al vertice della pittura europea degli inizi del XVII secolo.
Le collezioni continuano ad accrescersi grazie ad acquisti, donazioni e depositi: tra questi si ricorda quello della raccolta Molo, che comprende opere di arte italiana di Fattori, Segantini, Previati, Mosè Bianchi, Cabianca. Ha ricevuto di recente un’importante donazione di opere – 34 dipinti, anfore, album di studi, medaglie e diplomi – di una delle rare donne pittrici che il Ticino conti: Valeria Pasta Morelli (Mendrisio 1858 – Milano 1909).

### Artisti della collezione
- Giocondo Albertolli
- Giovanni Serodine
- Pier Francesco Mola
- Lodovico Antonio David
- Giuseppe Antonio Petrini
- Giuseppe Antonio Orelli
- Antonio Rinaldi
- Spartaco Vela
- Ernesto Fontana
- Pietro Anastasio
- Gioachimo Galbusera
- Luigi Rossi
- Adolfo Ferragutti Visconti
- Camillo Procaccini
- Giovan Battista Discepoli
- Luigi Reali
- Giovanni Segantini
- Julien de Parme
- Paolo Pagani
- Giovanni Battista Bagutti
- Valeria Pasta Morelli

## Attività
La pinacoteca si occupa dello studio dell’arte, dal Rinascimento al XIX secolo. 
La pinacoteca organizza due mostre temporanee all’anno, sempre curate da storici dell'arte specialisti e documentate all'interno di pubblicazioni. La collezione permanente è esposta a rotazione. Sono inoltre organizzate animazioni didattiche e visite guidate.

## Organizzazione
La pinacoteca Züst nasce come collezione privata e viene poi donata al Canton Ticino. Le collezioni della pinacoteca sono cantonali e l'ente è gestito dalla Divisione della cultura e degli studi universitari del Dipartimento dell'educazione, della cultura e dello sport.